# Red Bull Air Race World Series seizoen 2005
Het 2005 seizoen van de Red Bull Air Race World Series is het derde seizoen van deze internationale racecompetitie en begon op 8 april in Abu Dhabi. In 2005 werd voor de eerste keer Nederland aangedaan, dit gebeurde op 12 juni in Rotterdam.

## Race-kalender
| 2005 Red Bull Air Race World Series Race-kalender | 2005 Red Bull Air Race World Series Race-kalender | 2005 Red Bull Air Race World Series Race-kalender | 2005 Red Bull Air Race World Series Race-kalender |
| Nr.                                               | Datum                                             | Locatie                                           | Land                                              |
| ------------------------------------------------- | ------------------------------------------------- | ------------------------------------------------- | ------------------------------------------------- |
| 1                                                 | 8 april                                           | Mina' Zayid, Abu Dhabi                            | Verenigde Arabische Emiraten                      |
| 2                                                 | 12 juni                                           | Erasmusbrug, Rotterdam                            | Nederland                                         |
| 3                                                 | 25 juni                                           | Zeltweg                                           | Oostenrijk                                        |
| 4                                                 | 24 juli                                           | Rock of Cashel                                    | Ierland                                           |
| 5                                                 | 7 augustus                                        | Longleat, Wiltshire                               | Verenigd Koninkrijk                               |
| 6                                                 | 20 augustus                                       | Boedapest                                         | Hongarije                                         |
| 7                                                 | 8 oktober                                         | San Francisco, Californië                         | Verenigde Staten                                  |

## Uitslagen en standen
| Winnaar | Verliezend finalist | Winnaar "3rd Place Fly-off" | Punten gescoord | Geen punten gescoord | DQ = Gedisqualificeerd | NG = Niet gestart | TP = Technische problemen |

| 2005 Red Bull Air Race World Series Stand en resultaten | 2005 Red Bull Air Race World Series Stand en resultaten | 2005 Red Bull Air Race World Series Stand en resultaten | 2005 Red Bull Air Race World Series Stand en resultaten | 2005 Red Bull Air Race World Series Stand en resultaten | 2005 Red Bull Air Race World Series Stand en resultaten | 2005 Red Bull Air Race World Series Stand en resultaten | 2005 Red Bull Air Race World Series Stand en resultaten | 2005 Red Bull Air Race World Series Stand en resultaten | 2005 Red Bull Air Race World Series Stand en resultaten | 2005 Red Bull Air Race World Series Stand en resultaten |
| Plaats                                                  | Piloot                                                  | Team                                                    | UAE                                                     | NED                                                     | AUT                                                     | IRL                                                     | GBR                                                     | HUN                                                     | USA                                                     | Aantal punten                                           |
| ------------------------------------------------------- | ------------------------------------------------------- | ------------------------------------------------------- | ------------------------------------------------------- | ------------------------------------------------------- | ------------------------------------------------------- | ------------------------------------------------------- | ------------------------------------------------------- | ------------------------------------------------------- | ------------------------------------------------------- | ------------------------------------------------------- |
| 1                                                       | Mike Mangold                                            | Mangold                                                 | 3                                                       | 1                                                       | 1                                                       | 5                                                       | 1                                                       | 1                                                       | 1                                                       | 36                                                      |
| 2                                                       | Peter Besenyei                                          | Red Bull                                                | 1                                                       | 2                                                       | 2                                                       | 1                                                       | 3                                                       | 4                                                       | 4                                                       | 32                                                      |
| 3                                                       | Kirby Chambliss                                         | Red Bull                                                | 9                                                       | 4                                                       | 4                                                       | NG                                                      | 2                                                       | 2                                                       | 2                                                       | 21                                                      |
| 4                                                       | Klaus Schrodt                                           | betandwin                                               | 5                                                       | 3                                                       | 7                                                       | 4                                                       | 4                                                       | 5                                                       | 3                                                       | 18                                                      |
| 5                                                       | Paul Bonhomme                                           | Bonhomme                                                | 6                                                       | 7                                                       | 3                                                       | 3                                                       | 5                                                       | 3                                                       | 5                                                       | 17                                                      |
| 6                                                       | Steve Jones                                             | Jones                                                   | 2                                                       | 5                                                       | 5                                                       | 6                                                       | 6                                                       | 6                                                       | 9                                                       | 12                                                      |
| 7                                                       | Nicolas Ivanoff                                         | Hamilton                                                | 4                                                       | 6                                                       | 6                                                       | 2                                                       | 7                                                       | 7                                                       | 6                                                       | 11                                                      |
| 8                                                       | Frank Versteegh                                         | Versteegh                                               | 8                                                       | 8                                                       | 8                                                       | 7                                                       | 8                                                       | NG                                                      | 8                                                       | 0                                                       |
| 8                                                       | Alejandro Maclean                                       | Maclean                                                 | 7                                                       | 9                                                       | 9                                                       | TP                                                      | 10                                                      | 9                                                       | 10                                                      | 0                                                       |
| 8                                                       | Nigel Lamb                                              | Lamb                                                    | NG                                                      | NG                                                      | NG                                                      | NG                                                      | 9                                                       | 8                                                       | 7                                                       | 0                                                       |

2003 · 2004 · 2005 · 2006 · 2007 · 2008 · 2009 · 2010 · 2014 · 2015 · 2016 · 2017 · 2018 · 2019
Lijst van piloten